# 339
| 339                |
| ------------------ |
| Dødsfald - Fødsler |
|                    |

| Gregoriansk kalender | 339 CCCXXXIX            |
| Ab urbe condita      | 1092                    |
| Armensk kalender     | I/T                     |
| Kinesiske kalender   | 3035 – 3036 戊戌 – 己亥 |
| Etiopisk kalender    | 331 – 332               |
| Jødisk kalender      | 4099 – 4100             |
| Hindukalendere       |                         |
| - Vikram Samvat      | 394 – 395               |
| - Shaka Samvat       | 261 – 262               |
| - Kali Yuga          | 3440 – 3441             |
| Iransk kalender      | 283 BP – 282 BP         |
| Islamisk kalender    | 292 BH – 291 BH         |

Se også 339 (tal)